# Grave (gemeente)

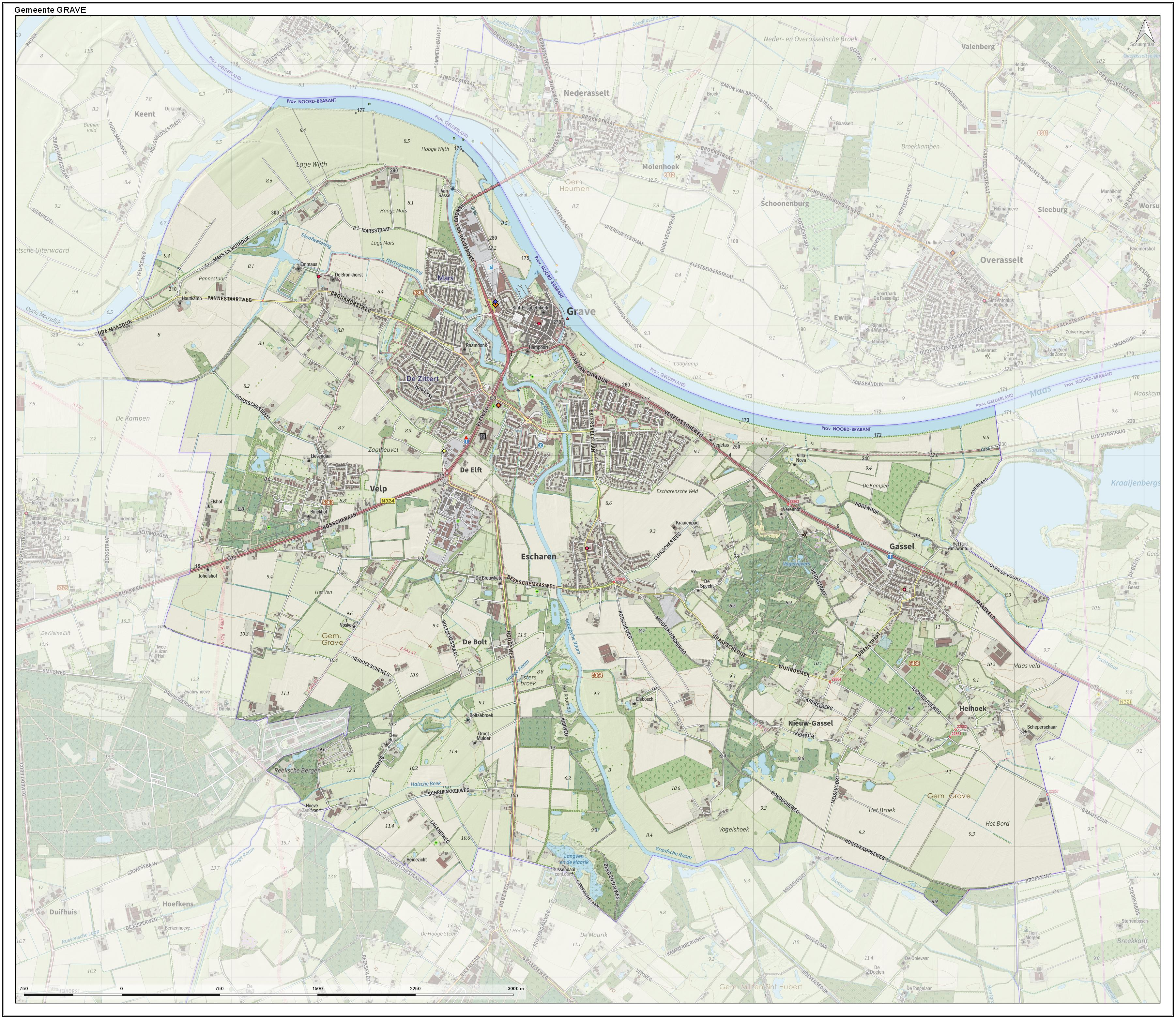
Topografische gemeentekaart van Grave, december 2017

Grave (uitspraakⓘ, vroeger De Graaf genoemd) was een gemeente in de Nederlandse provincie Noord-Brabant. De gemeente telde 12.539 inwoners (1 juli 2021, bron: CBS) en had een oppervlakte van 27,97 km².
De voormalige gemeente omvatte de volgende kernen: Grave (hoofdplaats), Velp, Escharen en Gassel.
Sinds 1 januari 2022 is de gemeente Grave opgeheven. Zij is dan deel uit gaan maken van de gemeente Land van Cuijk, waartoe dan de voormalige gemeenten Boxmeer, Cuijk, Mill en Sint Hubert, Sint Anthonis en Grave behoren.

## Geschiedenis
In 1672 werd Grave ingenomen door Frankrijk. In 1674 werd het terugveroverd. De Fransen bezetten Grave opnieuw in 1794.
De gemeente Grave werd gevormd uit de voormalige heerlijkheid Grave in de Napoleontische tijd (1810) en viel samen met de vestingstad Grave en directe omgeving ervan. Ook de geschiedenis van de gemeente viel dus samen met die van de plaats.
Dit veranderde in 1942. Toen vond een herindeling plaats waarbij de gemeente Grave werd uitgebreid met de voordien zelfstandige gemeenten Velp en Escharen. Bovendien werd in 1994 de naburige gemeente Beers opgeheven en een onderdeel daarvan, het kerkdorp Gassel, werd eveneens bij de gemeente Grave gevoegd.
Grave kreeg stadsrechten in 1233.

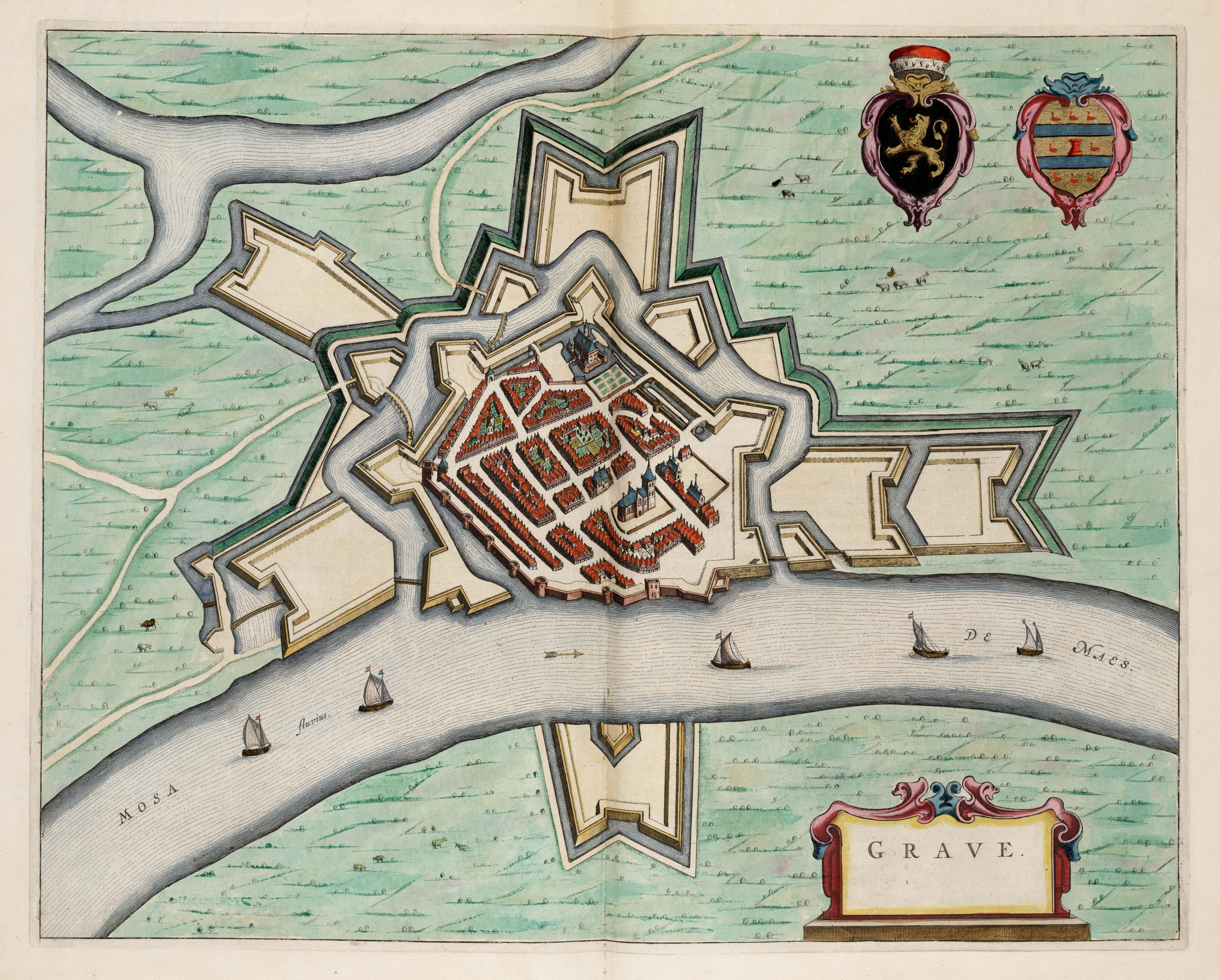
Grave in de 17e eeuw
Beleg en overgaan van Grave, 1672 of 1674?
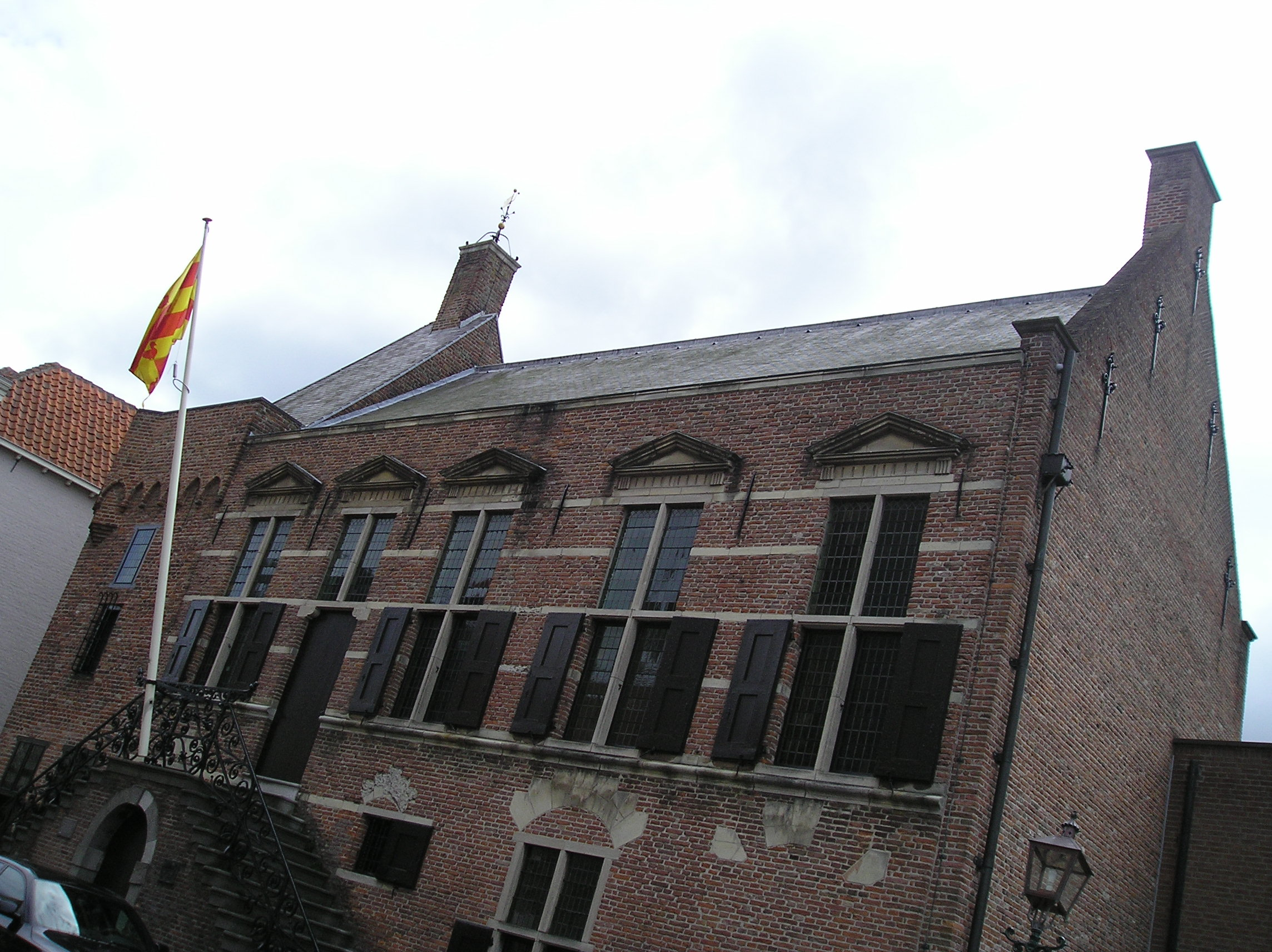
Oude stadhuis
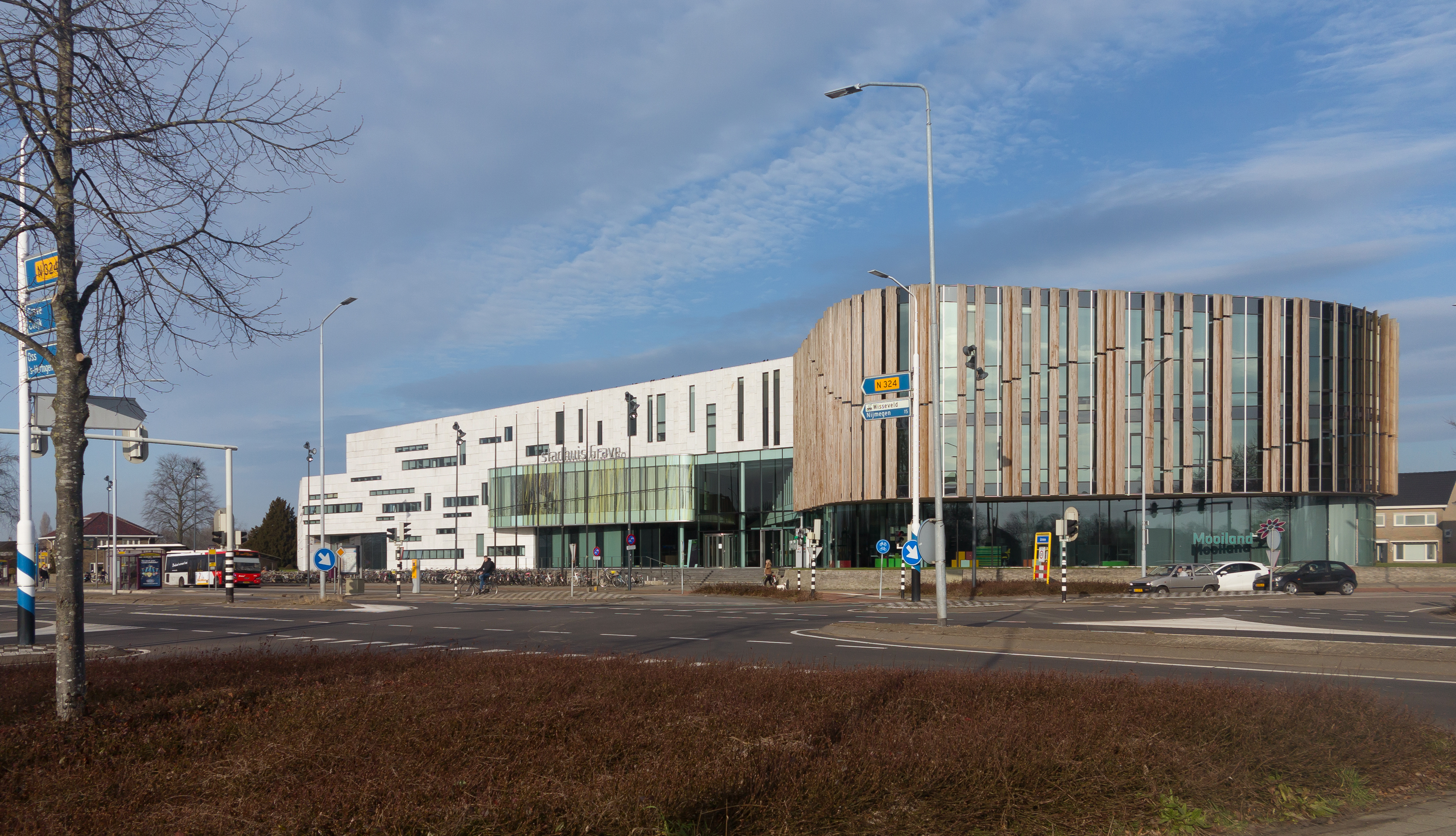
Het nieuwe stadhuis

## Gemeentewapen en -vlag
Het wapen van Grave werd toegekend in 1817 naar een schets die de toenmalige gemeente-ambtenaren leverden. Dit is afgeleid van een stadszegel uit de 17e eeuw. Voordien was het stadswapen hetzelfde als dat van Cuijk. Hoewel de afbeelding van acht merletten gelijkenis vertoont met het wapen van het geslacht Van Cuijk van waaruit de stad Grave gesticht is, is de kleurstelling afwijkend van dat van Van Cuijk.
Anders gesteld is het met de gemeentevlag. Deze heeft de juiste kleurstelling en lijkt dan ook sterk op die van Cuijk.

## Gemeenteraad

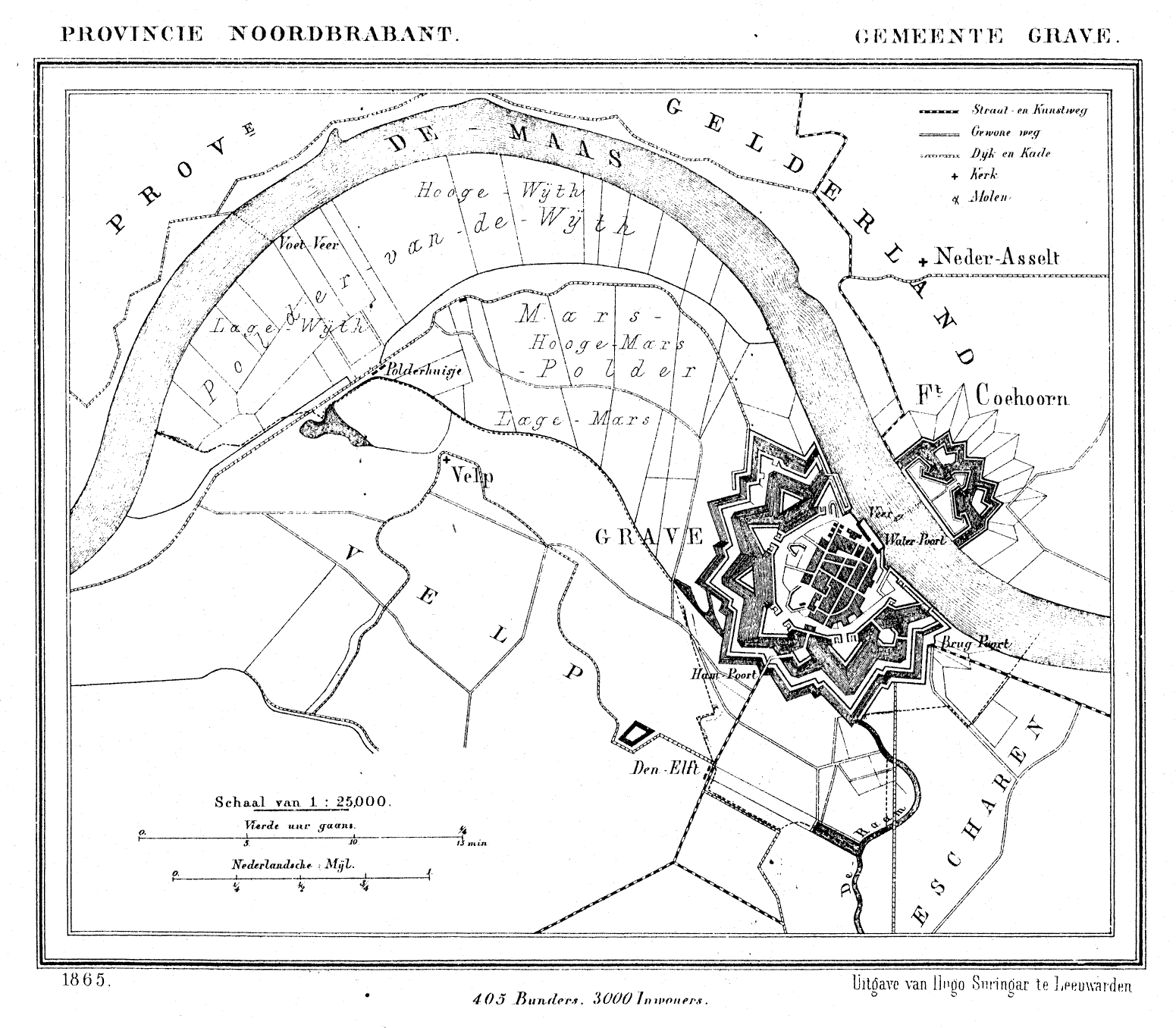
Grave in 1865

De gemeenteraad van Grave bestaat uit 15 zetels. Hieronder staat de samenstelling van de gemeenteraad van 1998 tot en met 2021:
| Gemeenteraadszetels           | Gemeenteraadszetels | Gemeenteraadszetels | Gemeenteraadszetels | Gemeenteraadszetels | Gemeenteraadszetels | Gemeenteraadszetels |
| Partij                        | 1998                | 2002                | 2006                | 2010                | 2014                | 2018                |
| ----------------------------- | ------------------- | ------------------- | ------------------- | ------------------- | ------------------- | ------------------- |
| Lokale Partij Grave           | 4                   | 3                   | 3                   | 3                   | 4                   | 6                   |
| CDA                           | 2                   | 3                   | 3                   | 3                   | 2                   | 3                   |
| Keerpunt 2010                 | -                   | -                   | -                   | 2                   | 3                   | 2                   |
| Verenigd Progressief Grave*   | -                   | -                   | -                   | 3                   | 3                   | 2                   |
| VVD                           | 2                   | 2                   | 3                   | 3                   | 2                   | 1                   |
| Trots Liberaal Land van Cuijk | -                   | -                   | -                   | 1                   | 1                   | -                   |
| PvdA                          | 2                   | 1                   | 2                   | -                   | -                   | -                   |
| 3 Dorpenpartij                | 2                   | 3                   | 2                   | -                   | -                   | -                   |
| SP                            | -                   | -                   | 2                   | -                   | -                   | -                   |
| GroenLinks                    | 1                   | 2                   | -                   | -                   | -                   | -                   |
| D66                           | 1                   | 1                   | -                   | -                   | -                   | 1                   |
| Overige                       | 1                   | -                   | -                   | -                   | -                   | -                   |
| Totaal                        | 15                  | 15                  | 15                  | 15                  | 15                  | 15                  |
| Opkomst                       |                     |                     |                     | 57,32%              | 54,09%              | 58,32%              |

- (*): Verenigd Progressief Grave is een samenwerkingsverband tussen SP, GroenLinks, PvdA en D66.

## Aangrenzende gemeenten
| Aangrenzende gemeenten | Aangrenzende gemeenten | Aangrenzende gemeenten | Aangrenzende gemeenten | Aangrenzende gemeenten |
| ---------------------- | ---------------------- | ---------------------- | ---------------------- | ---------------------- |
| Oss                    |                        | Wijchen (Gld)          |                        | Heumen (Gld)           |
|                        |                        |                        |                        |                        |
|                        |                        |                        |                        |                        |
|                        |                        |                        |                        |                        |
| Landerd                |                        | Mill en Sint Hubert    |                        | Cuijk                  |

## Cultuur
Grave heeft enige bekendheid verworven door de 'Waterhoogten van hedenmorgen', waarin Grave beneden de sluis voorkwam en het op die radiomededelingen geïnspireerde gedicht van Ida Gerhardt "Radiobericht".

### Kunst in de openbare ruimte
In de gemeente zijn diverse beelden, sculpturen en objecten geplaatst in de openbare ruimte.